# リトル・アーマライト
「リトル・アーマライト」（Little Armalite）または「マイ・リトル・アーマライト」（My Little Armalite）、「ミー・リトル・アーマライト」（Me Little Armalite）は、アイルランド共和主義者によって歌われた闘争歌である。北アイルランド紛争の最中に共和主義側の軍事組織で広く使用されたアーマライト・ライフルを題材としている。ザ・ダブリナーズのルーク・ケリーが歌ったフォークソング『Home, Boys, Home』の替え歌である。

## 背景
1970年代初頭、アイルランド共和軍暫定派ではアメリカ合衆国からアーマライト・ライフルをはじめとする各種の近代的な火器を密輸していた。IRA暫定派が入手し、紛争の中で使用したアーマライト・ライフルはAR-15やAR-18などの5.56mm突撃銃だった。この歌が題材としているのは、アメリカで販売されていたAR-18の民生用セミオートモデルのAR-180である。
歌詞はある男がイギリス兵に暴行されている場面から始まる。そして、その男がアーマライト・ライフルを手に入れ、装甲車（サラディン、サラセン、フェレット）をも打ち破り、王立アルスター警察隊 (RUC) やイギリス軍への反撃を行なっていく様が歌われる。歌詞にはいくつかのバリエーションがあり、例えばコーラス部ではIRA暫定派の拠点がある主な地域の名がいくつか歌われるが、これはしばしば異なる地名で歌われた。イギリス軍の指揮官としてハリー・トゥゾー将軍やロバート・フォード将軍の名が歌われる場合もある。